# Marianne Kjørstad
Marianne Kjørstad (ur. 27 marca 1970 w Nordfjordeid) – norweska narciarka alpejska, brązowa medalistka mistrzostw świata.

## Kariera
Po raz pierwszy na arenie międzynarodowej pojawiła się w 1987 roku, startując na mistrzostwach świata juniorów w Sälen/Hemsedal. W swoim jedynym starcie zajęła tam 28. miejsce w gigancie. Jeszcze dwukrotnie startowała na imprezach tego cyklu, najlepszy wynik osiągając podczas mistrzostw świata juniorów w Madonna di Campiglio rok później, gdzie była czwarta w gigancie.
Pierwsze punkty w zawodach Pucharu Świata zdobyła 9 lutego 1992 roku w Narwiku, zajmując 26. miejsce w slalomie. Na podium zawodów pucharowych po raz pierwszy stanęła 22 stycznia 1994 roku w Mariborze, kończąc rywalizację w slalomie na trzeciej pozycji. W zawodach tych wyprzedziły ją jedynie Urška Hrovat ze Słowenii i Szwajcarka Vreni Schneider. W kolejnych startach jeszcze cztery razy stanęła na podium: 4 grudnia 1994 roku w Vail była trzecia w gigancie, 30 grudnia 1995 roku w Semmering i 18 listopada 1996 roku w Vail była druga w slalomie, a 10 marca 1996 roku w Kvitfjell zajęła w tej konkurencji trzecie miejsce. Najlepsze wyniki osiągała w sezonie 1993/1994, kiedy to zajęła dziewiąte miejsce w klasyfikacji generalnej. Była też między innymi czwarta w klasyfikacji slalomu w sezonie 1995/1996 i piąta w klasyfikacji kombinacji w sezonie 1994/1995.
W 1993 roku wystartowała na mistrzostwach świata w Morioce, gdzie zajmując między innymi siódme miejsce w gigancie i jedenaste w kombinacji. Podczas rozgrywanych trzy lata później mistrzostw świata w Sierra Nevada osiągnęła jeden z największych sukcesów, zdobywając brązowy medal w kombinacji. W zawodach tych uległa tylko Pernilli Wiberg ze Szwecji i Austriaczce Anicie Wachter. Była też między innymi jedenasta w kombinacji na mistrzostwach świata w Sestriere w 1997 roku. Brała również udział w igrzyskach olimpijskich w Lillehammer w 1994 roku, gdzie była ósma w gigancie, 22. w supergigancie, a rywalizację w slalomie zakończyła już w pierwszym przejeździe.
Jest wielokrotną medalistką mistrzostw kraju, w tym mistrzynią w supergigancie z 1989 roku, w gigancie z lat 1988−1989, slalomie z lat 1991, 1992 i 1995 oraz w kombinacji z lat 1990–1991. W 2000 roku zakończyła karierę.

## Osiągnięcia

### Igrzyska olimpijskie
| Miejsce | Dzień     | Rok  | Miejscowość | Konkurencja | Czas biegu | Strata | Zwyciężczyni       |
| ------- | --------- | ---- | ----------- | ----------- | ---------- | ------ | ------------------ |
| 22.     | 15 lutego | 1994 | Lillehammer | Supergigant | 1:22,15    | +1,68  | Diann Roffe        |
| 8.      | 24 lutego | 1994 | Lillehammer | Gigant      | 2:30,97    | +3,81  | Deborah Compagnoni |
| DNF1    | 26 lutego | 1994 | Lillehammer | Slalom      | 1:56,01    | -      | Vreni Schneider    |

### Mistrzostwa świata
| Miejsce | Dzień     | Rok  | Miejscowość   | Konkurencja | Czas biegu | Strata     | Zwyciężczyni       |
| ------- | --------- | ---- | ------------- | ----------- | ---------- | ---------- | ------------------ |
| 12.     | 5 lutego  | 1993 | Morioka       | Kombinacja  | 3,39 pkt   | +69,27 pkt | Miriam Vogt        |
| 11.     | 9 lutego  | 1993 | Morioka       | Slalom      | 1:27,66    | +2,27      | Karin Buder        |
| 7.      | 10 lutego | 1993 | Morioka       | Gigant      | 2:17,59    | +2,01      | Carole Merle       |
| 22.     | 14 lutego | 1993 | Morioka       | Supergigant | 1:33,52    | +1,88      | Katja Seizinger    |
| 3.      | 19 lutego | 1996 | Sierra Nevada | Kombinacja  | 3:19,68    | +2,67      | Pernilla Wiberg    |
| 14.     | 22 lutego | 1996 | Sierra Nevada | Gigant      | 2:10,74    | +3,40      | Deborah Compagnoni |
| DNF1    | 24 lutego | 1996 | Sierra Nevada | Slalom      | 1:31,46    | -          | Pernilla Wiberg    |
| 28.     | 5 lutego  | 1997 | Sestriere     | Slalom      | 1:43,88    | +7,66      | Deborah Compagnoni |
| DNF1    | 9 lutego  | 1997 | Sestriere     | Gigant      | 2:39,19    | -          | Deborah Compagnoni |
| 11.     | 15 lutego | 1997 | Sestriere     | Kombinacja  | 3:03,38    | +5,68      | Renate Götschl     |

### Mistrzostwa świata juniorów
| Miejsce | Dzień       | Rok  | Miejscowość          | Konkurencja | Czas biegu | Strata | Zwyciężczyni         |
| ------- | ----------- | ---- | -------------------- | ----------- | ---------- | ------ | -------------------- |
| 28.     | 20 marca    | 1987 | Sälen                | Gigant      | 2:22,07    | +5,41  | Deborah Compagnoni   |
| 41.     | 28 stycznia | 1988 | Madonna di Campiglio | Supergigant | 1:16,26    | +4,55  | Sabine Ginther       |
| 4.      | 30 stycznia | 1988 | Madonna di Campiglio | Gigant      | 1:53,22    | +1,29  | Sabine Ginther       |
| 11.     | 31 stycznia | 1988 | Madonna di Campiglio | Slalom      | 1:37,98    | +4,29  | Renate Oberhofer     |
| 27.     | 5 kwietnia  | 1989 | Aleyska              | Zjazd       | 1:31,91    | +4,24  | Sabine Ginther       |
| 23.     | 6 kwietnia  | 1989 | Aleyska              | Supergigant | 1:20,69    | +3,64  | Sabine Ginther       |
| 13.     | 7 kwietnia  | 1989 | Aleyska              | Slalom      | 1:41,48    | +5,19  | Gabriela Zingre      |
| 21.     | 7 kwietnia  | 1989 | Aleyska              | Gigant      | 2:09,19    | +4,90  | Kimberly Schmidinger |

### Puchar Świata

#### Miejsca w klasyfikacji generalnej
- sezon 1991/1992: 118.
- sezon 1992/1993: 48.
- sezon 1993/1994: 9.
- sezon 1994/1995: 16.
- sezon 1995/1996: 13.
- sezon 1996/1997: 60.

#### Miejsca na podium
1. Maribor – 22 stycznia 1994 (slalom) – 3. miejsce
2. Vail – 4 grudnia 1994 (gigant) – 3. miejsce
3. Semmering – 30 grudnia 1995 (slalom) – 2. miejsce
4. Kvitfjell – 10 marca 1996 (slalom) – 3. miejsce
5. Vail – 18 listopada 1996 (slalom) – 2. miejsce